# Sven Medvešek
Sven Medvešek (Zagreb, 1965.) je hrvatski kazališni, televizijski i filmski glumac.

## Filmografija

### Televizijske uloge
- "Crno-bijeli svijet" kao Drug Stari (2015.)
- "Instruktor" kao Grof (2010.)
- "Hlapićeve nove zgode" kao Melkior/Gospodin Šećerko (glas) (2002.)
- "Olujne tišine 1895-1995" kao August Harambašić (1997.)
- "Dirigenti i muzikaši" kao Ivo Barulek (1990.)

### Filmske uloge
- "The Show Must Go On" kao Filip Dogan (2010.)
- "Max Schmeling" (2010.)
- "Kradljivac uspomena" (2007.)
- "Libertas" kao Marin Držić (2006.)
- "Infekcija" kao profesor Bošković (2003.)
- "Potonulo groblje" kao Ivan (2002.)
- "Prezimiti u Riju" kao Rafael (2002.)
- "Polagana predaja" (2001.)
- "Agonija" kao Križovec (1998.)
- "Mondo Bobo" kao Bobo (1997.)
- "Sedma kronika" kao agent (1996.)
- "Memories of Midnight" (1991.)
- "Mirta uči statistiku" (1991.)
- "Captain America" kao Pietro (1990.)
- "Rosencratz & Guildenstern are dead" kao Laertes (1990.)
- "Leo i Brigita" kao cvijećar (1989.)
- "Vila orhideja" kao žandar (1988.)
- "Oficir s ružom" (1987.)

### Sinkronizacija
- "Pokémon: Mewtwo uzvraća udarac – Evolucija" kao Mewtwo (2020.)
- "Pazi se čarobnjaka" kao kancelar Woodblock, gradonačelnik iz zabavišta i drvce (2018.)
- "Ringe Ringe Raja" kao Miki (2018.)
- "Mumini na Azurnoj obali" kao kraljevski glasnik, konobar i zaposlenik Casina (2016.)
- "Superknjiga" kao Isus (2016. – 2017.)
- "Potraga za Dorom" kao Žak (2016.)
- "Božična priča o igračkama" kao gdin. Pricklepants (2014.)
- "Priča o igračkama: Noć vještica" kao gdin. Pricklepants (2014.)
- "Juraj i hrabri vitezovi" (2013.)
- "Štrumpfovi, 2" kao Pripovjedač Štrumpf (2011., 2013.)
- "Mačak u čizmama" kao Mačak u čizmama (2011.)
- "Shrek uvijek i zauvijek" kao Mačak u čizmama (2010.)
- "Priča o igračkama 3" kao telefonski razgovor (2010.)
- "Horton" kao pripovjedač (2008.)
- "Neobična zubić vila" kao zapovjednik Šuga (2008.)
- ''Igor'' kao Scamper (2008.)
- "Grom" kao redatelj (2008.)
- "Strikeball utakmica na Uskršnjem otoku" kao Vocion (2008.)
- "Don Quijote: Magareća posla" kao Don Quijote (2008.)
- "Pinokio i car noći" kao narednik Bumbar Buba, građanin, vratar i direktor cirkusa (2006.)
- "Titan: Nakon uništenja Zemlje" kao Sam Tecker i Preed (2006.)
- "Mravator" kao Buba (2006.)
- "Kad krave polude" kao Root (2006.)
- "Sezona lova, 2" kao Serge (2006., 2008.)
- "Skatenini i Zlatne dine" kao Strito (2006.)
- "Garfield 2: Priča o dvije mačke" kao Lord Manfred Dargis (2006.)
- "Princ od Egipta" kao Ramzes (2006.)
- "Bambi 2" kao Dikobraz (2006.)
- "Zmajevi Vatre i Leda" kao Thoron, Olsefov stražar, viteški liječnik i pripovjedač (2005.)
- "Kišna kap" kao Gripa, djed Mahovnjak, korijen, biljni sok i Goran (2005.)
- "Roboti" kao Tocilj (2005.)
- "Animotoza u zemlji Nondove" kao Gras (2005.)
- "Žuta minuta" kao Profesor Merino (2005.)
- "Okretala se i čarolija zrcala" kao Skitnica kihati (2004.)
- "Pobuna na farmi" kao ćelavi kauboj (2004.)
- "Sinbad: Legenda o sedam mora" (2003.)
- "Shrek 2, 3" kao Mačak u čizmama (2004., 2007.)
- "Petar Pan" kao Spužva (2003.)
- "Potraga za Nemom" kao Žak (2003.)
- "Bobi i Bero" kao Bobi
- "Nove pustolovine Winnieja Pooha" kao pripovjedač

## Vanjske poveznice
- Sven Medvešek u internetskoj bazi filmova IMDb-u (engl.)
- Stranica na Gavella.hr